# Сланци (Лењинградска област)
Сланци (рус. Сланцы) насељено је место са административним статусом града на северозападу европског дела Руске Федерације. Налази се у југозападном делу Лењинградске области и административно припада Сланчањском рејону чији је уједно и административни центар.
Према проценама националне статистичке службе за 2015. у граду је живело 33.300 становника. Стаутс званичног града носи од 1949. године.
Име насеља потиче од оближњих налазишта уљних шкриљаца (рус. горючий сланец) који су на том подручју откривени 1926. године.

## Географија
Град Сланци смештен је у југозападном делу Лењинградске области, на западу Сланчањског рејона. Лежи на обалама реке Пљусе, свега неколико километара узводно од њеног ушћа у Нарвско језеро, на око 185 km југозападно од историјског центра Санкт Петербурга. Кроз град пролази деоница магистралног друма П60 на релацији Псков-Кингисеп.

## Историја
Године 1926. на подручју око саврмених Сланаца откривена су значајнија лежишта уљних шкриљаца, а прве експлоатације започеле су по налогу Сергеја Кирова током 1930. године. У вези са новоотвореним рудницима основано је и нове насеље, а званичан датум оснивања радничког насеља Сланци је 20. децембар 1934. године.
Пре оснивања модерног насеља на том подручју је постојало неколико сеоских насеља, а најзначајнија међу њима била су она на десној обали Пљусе, Никољшчина и Рудња. Ново насеље које је основано на левој обали реке је већ током марта 1941. године постало административним центром новоуспостављеног Сланчањског рејона. Варошици Сланци је 1949. године присаједињено радничко насеље Вољшије Лучки, а дотадашња варошица административно је преуређена у град.

## Демографија
Према подацима са пописа становништва 2010. у граду је живело 33.485 становника, док је према проценама националне статистичке службе за 2015. град имао 33.300 становника.
| 1939. | 1959.  | 1970.  | 1979.  | 1989.  | 2002.  | 2010.  | 2015.  |
| ----- | ------ | ------ | ------ | ------ | ------ | ------ | ------ |
| 7.608 | 35.303 | 41.146 | 42.303 | 43.087 | 37.371 | 33.485 | 33.300 |